# Portbänker Erbstollen
Der Portbänker Erbstollen ist ein ehemaliger Erbstollen in Witten. Der Stollen wurde auch Portbäncker Erbstollen genannt. Das Stollenmundloch dieses Erbstollens befand sich in der Nähe des Franziska Erbstollens.  Etwa 200 Lachter hinter dem Stollenmundloch befand sich der Schacht Portbank und etwa 750 Lachter vom Stollenmundloch entfernt befand sich der Schacht Carl.

## Geschichte
Im Jahr 1752 erfolgte die Verleihung der Genehmigung zur Auffahrung des Stollens. Mit dieser Verleihung wurde auch ein Längenfeld verliehen. Danach wurde mit der Auffahrung des Stollens begonnen. Am 4. Juli des Jahres 1754 wurde eine Längenfelderweiterung verliehen. Im Jahr 1826 wurde das Erbstollenrecht verliehen. Ab dem Jahr 1828 wurde der Stollen gemeinsam mit der Zeche Portbank aufgefahren. In diesem Jahr waren die Schächte Carl und Portbank in Betrieb. Im Jahr 1830 waren zwischen neun und vierzehn Bergleute im Stollen beschäftigt. Im Jahr 1831 wurde der Stollen weiter aufgefahren. Der Stollen erreichte eine Endlänge von 1000 Lachtern. Ab dem Jahr 1836 wurde der Stollen in Fristen gelegt. Im Stollen wurden nur Unterhaltungsarbeiten durchgeführt und das Grubenwasser abgeführt. Im Jahr 1840 wurde der Stollen von der Zeche Portbank übernommen. Ab dem Jahr 1842 wurde der Stollen gemeinsam mit der Zeche Portbank betrieben. Im Zeitraum von 1845 bis 1847 war das Bergwerk nur noch mit einem Mann belegt. Ab dem Jahr 1855 wird der Portbänker Erbstollen nicht mehr in den Unterlagen erwähnt.